# En Kvinde uden Moral
En Kvinde uden Moral (originaltitel: Woman of Affairs er en amerikansk dramafilm fra 1928, som er instrueret af Clarence Brown.
Filmen havde Greta Garbo, John Gilbert, Douglas Fairbanks Jr. og Lewis Stone i hovedrollerne. Manuskriptet blev skrevet af Bess Meredyth og er baseret på bestsellerromanen The Green Hat af Michael Arlen. Meredyth blev nomineret til en Oscar for bedste filmatisering i 1930. Filmen blev udgivet med synkroniseret musik og lydeffekter.

## Medvirkende
- Greta Garbo – Diana Merrick Furness
- John Gilbert – Neville "Nevs" Holderness
- Lewis Stone – Dr. Hugh Trevelyan
- Johnny Mack Brown – David Furness
- Douglas Fairbanks Jr. – Jeffry Merrick
- Hobart Bosworth – Sir Morton Holderness
- Dorothy Sebastian – Constance